# Herb Ufy

Herb Ufy.

Herb Ufy (ros: Герб Уфы) – jest oficjalnym symbolem miejskim Ufy, przyjętym w obecnej formie 12 października 2006 roku przez radę miasta.

## Opis i symbolika
Na francuskiej tarczy herbowej koloru srebrnego, kuna barwy brązowej biegnąca po zielonym polu. Zielone pole ozdobione złotymi elementami. Zwierzę zwrócone jest w prawą stronę (heraldyczną, z perspektywy obserwatora jest to lewa strona), jego pazury barwy złotej są wyciągnięte, oczy w kolorze srebrnym. Jego ogon zwrócony jest ku górze. 
Kuna znajdująca się w polu tarczy herbowej przedstawiona jest w jej naturalnym, brązowym kolorze. Znajduje się ona w biegu, co podkreślać ma dynamizm tego stworzenia i jego piękno. Jej figura i stylizacja ma podkreślać dumę zwierzęcia. Złote elementy symbolizują bogactwo miasta i jego godność. Srebrny kolor górnego pola tarczy jest odzwierciedleniem wiary, hojności i szczerość mieszkańców miasta. Barwa zielona ma oddawać radość, spokój, dostatek, wolność i pokój.

## Historia
Miasto Ufa powstało pod koniec XVI wieku i już wówczas w symbolice miejskiej pojawia się wyobrażenie kuny, która obficie zamieszkiwała te tereny. Wraz z reformami rozpoczętymi przez Piotra I Wielkiego w Rosji ustanowiona została heroldia, który zajmowała się nadawaniem rosyjskim miastom herbów. Heraldycy postanowili zmienić herb Ufy z wyobrażenia biegnącej kuny na, ich zdaniem bardziej odpowiadające realiom tych ziem i zasadom heraldycznym, wyobrażenie baszkirskiego konia. Jego wizerunek został zaczerpnięty z wydanego w Amsterdamie herbarza. Doprowadziło to, że w zasadzie w mieście od 1730 r. używane były dwa, bardzo do siebie podobne, herby. Pierwszy, tradycyjny, przedstawiał biegnącą brązową kunę na zielonej trawie, a drugi – nadany przez administrację w Petersburgu – srebrnego konia pędzącego przez zielone trawy. Ostatecznie wersję z pędzącym rumakiem jako swój symbol przyjął stacjonujący w mieście regiment ufijski, a tradycyjna wersja z kuną pozostała w użyciu przez administrację miasta. 7 marca 1782 r. herb w tej postaci został oficjalnie przyjęty przez Ufę. Wyobrażenie kuny różniło się trochę od współcześnie używanej wersji, inna była jej stylistyka, także ogon zwierzęcia zwrócony był ku dołowi, a nie jak jest to obecnie przyjęte, ku górze.
30 grudnia 1839 r. miastu przyznano nowy herb. Była to tarcza podzielona na dwa poziome pola. W górnym znajdowała się połowa dwugłowego orła znanego z herbu rosyjskiego (bez wizerunku św. Jerzego). Orzeł wyłaniał się niejako z błękitnej wstęgi wody, a pod nią umieszczony był znany wizerunek martesa, znajdujący się na dotychczasowym herbie. Miało to być nawiązanie do faktu, że miasto Ufa jest częścią orenburskiej guberni. Herb ten w tym kształcie przetrwał zaledwie kilkanaście lat. W 1856 r. Ufa stała się centrum nowej guberni i miasto powróciło do dawnego herbu, a także użyczyło tego wyobrażenia nowo powstałej guberni ufijskiej. Martes był na tych ziemiach popularnym wyobrażeniem heraldycznym, stąd znalazł się on także w herbie guberni orenburskiej. Powstanie nowej jednostki administracyjnej ze stolicą w Ufie, wywołało także zmianę w guberni orenburskiej. W granicach Imperium Rosyjskiego nie mogły pozostawiać dwa podmioty, używające tego samego herbu. Herb miasta Ufa 5 czerwca 1878 r. został oficjalnie ustanowiony herbem ufijskiej guberni. Różnił się on nieznacznie inną stylistyką kuny, a dodano do niego Wielką Koronę Imperialną Rosji oraz wieniec złożony z liści dębu i wstęgi Orderu św. Andrzeja Apostoła Pierwszego Powołania. Herb Ufy w tradycyjnym kształcie przetrwał do przewrotu bolszewickiego w 1917 r., gdy wyszedł z użycia i został zastąpiony przez symbolikę związaną z ideologią komunistyczną. Wyobrażenie kuny nie zostało całkowicie zapomniane i w czasach sowieckich pojawiało się na odznakach i emblematach Ufy.
Zmiany nastały wraz z rozpadem Związku Radzieckiego i przemianami jakie zaszły w Federacji Rosyjskiej w ostatniej dekadzie XX wieku. Już w 1988 r. pojawiły się pierwsze pomysły nadaniu Ufie herbu zgodnego z dawnymi tradycjami heraldycznymi. Ogłoszono dwustopniowy konkurs, który miał wyłonić najlepszy projekt. Miał on odzwierciedlać historię, położenie geograficzne i warunki przyrodnicze ziem na których leży gród. Do konkursu zgłoszono dwadzieścia dwie propozycje, większość z nich zakładała stworzenie wieloelementowego herbu na którym znajdować się miały m.in. pomniki, koła zębate, fabryki, pola, zwierzęta itp. – żaden z tych projektów nie zadowolił komisji konkursowej. Ostatecznie do finału zakwalifikowano dwa projekty (ich autorom przyznano nagrody pieniężne), w obu umieszczono tradycyjne dla miasta wyobrażenie kuny. 14 lutego 1991 Rada miejska ustaliła nowy herb miasta. Była to tarcza podzielona na dwa równe pionowe pola. Lewe heraldyczne pole (prawe z punktu widzenia obserwatora) było w kolorze czerwieni, a prawe (lewe) w kolorze błękitu. Pośrodku znajdowała się biegnąca srebrna kuna, zwrócony w prawą stronę (heraldyczną), z wyciągniętym językiem. Herb w tej formie przetrwał piętnaście lat, ale z uwagi na błędy heraldyczne został zmieniony 12 października 2006 r., gdy Ufijska Rada Miasta przyjęła obecny projekt. Pomyślnie przeszedł on weryfikację ekspertów i otrzymał numer 3000 w Państwowym heraldycznym rejestrze Federacji Rosyjskiej. Zgodnie z uchwałą rady miejskiej herb musi być umieszczony na fasadach budynków związanych z władzami miasta, a także w biurach wyższych urzędów i na salach posiedzeń rady miasta. Herb powinien znajdować się także na pieczęciach, dyplomach, listach gratulacyjnych oraz na dokumentach wytwarzanych przez ufijską administrację.

## Historyczne herby związane z Ufą

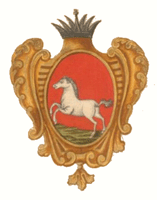
Herb Ufy używany w latach 1730.
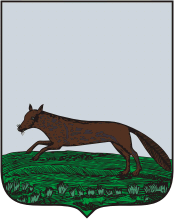
Herb Ufy używany w latach 1782.
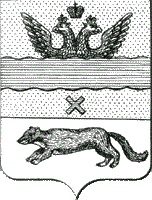
Herb Ufy używany w latach 1839.
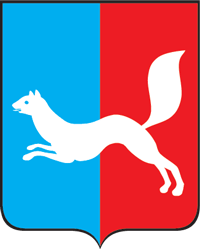
Herb Ufy w latach 1991-2006.
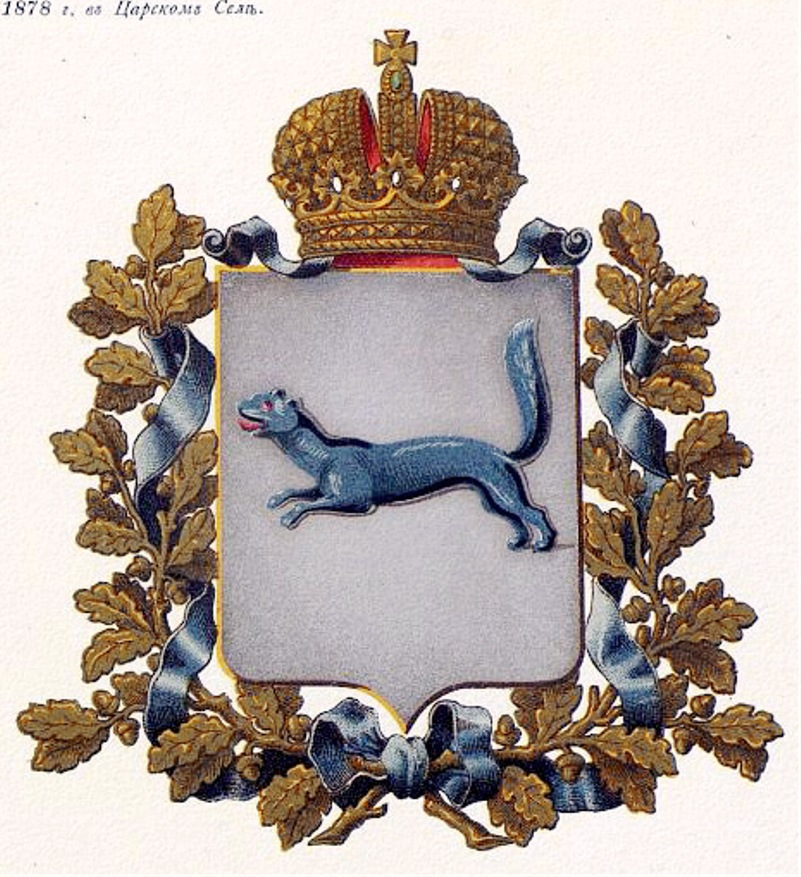
Herb guberni ufijskiej.